# ماسايوكي ميازاوا
ماسايوكي ميازاوا (باليابانية: 宮澤 将之) (مواليد 5 يونيو 1977)، هو لاعب كرة قدم سابق كان يلعب كمدافع.